# Gloeophyllales
Gloeophyllales es un orden de hongos de la clase Agaricomycetes definidos filogenéticamente como descomponedores de maderas que se caracterizan por la capacidad de producir una pudrición color marrón en las maderas a diferencia de otros hongos. Incluye una sola familia idénticamente definida Gloeophyllaceae.

## Géneros
La familia Gloeophyllaceae contiene los siguientes géneros:
- Boreostereum
- Campylomyces
- Gloeophyllum
- Heliocybe
- Mycothele
- Neolentinus
- Veluticeps